# Ерай Йозбал
Ерай Йозбал (на турски: Eray Özbal) е популярен турски актьор.

## Биография
Ерай Йозбал е роден в Газиантеп, Турция през 1957 г. През 1975 г. завършва консерватория, тогава участва и в първата си роля в „Забранената ябълка“. 11 години работи в Истанбулския национален театър, но след 1987 г. решава да се пренасочи към участия в телевизионни и кино продукции. Ерай Йозбал е по-познат на българската аудитория с ролята си на Юнал Сарафолу в сериала „Огледален свят“.